# French Open 2017
Die 116. French Open waren ein Tennis-Grand-Slam-Turnier, das zwischen dem 28. Mai und dem 11. Juni 2017 in Paris im Stade Roland Garros stattfand.
Titelverteidiger im Einzel war Novak Đoković bei den Herren sowie Garbiñe Muguruza bei den Damen. Im Herrendoppel waren dies Feliciano López und Marc López, im Damendoppel Caroline Garcia und Kristina Mladenovic und im Mixed Martina Hingis und Leander Paes.
Durch den Sieg Rafael Nadals im Herreneinzel und seinem damit 15. Grand-Slam-Titel stieg er in der Siegerliste der Grand-Slam-Turniere auf den zweiten Platz hinter Roger Federer (20) und vor Pete Sampras (14).

## Preisgeld
Das Preisgeld betrug in diesem Jahr 36.000.000 Euro, was einem Anstieg von 12 % gegenüber dem Vorjahr entsprach.
| Erreichte Runde | Einzel      | Doppel*   | Mixed*    |
| --------------- | ----------- | --------- | --------- |
| Sieg            | 2.100.000 € | 660.000 € | 140.000 € |
| Finale          | 1.000.000 € | 330.000 € | 70.500 €  |
| Halbfinale      | 500.000 €   | 165.000 € | 35.750 €  |
| Viertelfinale   | 300.000 €   | 90.000 €  | 17.000 €  |
| Achtelfinale    | 175.000 €   | 45.000 €  | 8.500 €   |
| Dritte Runde    | 120.000 €   | 22.500 €  | 4.500 €   |
| Zweite Runde    | 60.000 €    | 12.000 €  |           |
| Erste Runde     | 35.000 €    |           |           |
| Q3              | 14.000 €    |           |           |
| Q2              | 7.000 €     |           |           |
| Q1              | 3.500 €     |           |           |

* pro Team; Q = Qualifikationsrunde

## Herreneinzel
Setzliste
| Nr. | Spieler            | Erreichte Runde |
| --- | ------------------ | --------------- |
| 01. | Andy Murray        | Halbfinale      |
| 02. | Novak Đoković      | Viertelfinale   |
| 03. | Stan Wawrinka      | Finale          |
| 04. | Rafael Nadal       | Sieg            |
| 05. | Milos Raonic       | Achtelfinale    |
| 06. | Dominic Thiem      | Halbfinale      |
| 07. | Marin Čilić        | Viertelfinale   |
| 08. | Kei Nishikori      | Viertelfinale   |
| 09. | Alexander Zverev   | 1. Runde        |
| 10. | David Goffin       | 3. Runde        |
| 11. | Grigor Dimitrow    | 3. Runde        |
| 12. | Jo-Wilfried Tsonga | 1. Runde        |
| 13. | Tomáš Berdych      | 2. Runde        |
| 14. | Jack Sock          | 1. Runde        |
| 15. | Gaël Monfils       | Achtelfinale    |
| 16. | Lucas Pouille      | 3. Runde        |

| Nr. | Spieler               | Erreichte Runde |
| --- | --------------------- | --------------- |
| 17. | Roberto Bautista Agut | Achtelfinale    |
| 18. | Nick Kyrgios          | 2. Runde        |
| 19. | Albert Ramos Viñolas  | Achtelfinale    |
| 20. | Pablo Carreño Busta   | Viertelfinale   |
| 21. | John Isner            | 3. Runde        |
| 22. | Pablo Cuevas          | 3. Runde        |
| 23. | Ivo Karlović          | 2. Runde        |
| 24. | Richard Gasquet       | 3. Runde        |
| 25. | Steve Johnson         | 3. Runde        |
| 26. | Gilles Müller         | 1. Runde        |
| 27. | Sam Querrey           | 1. Runde        |
| 28. | Fabio Fognini         | 3. Runde        |
| 29. | Juan Martín del Potro | 3. Runde        |
| 30. | David Ferrer          | 2. Runde        |
| 31. | Gilles Simon          | 1. Runde        |
| 32. | Mischa Zverev         | 1. Runde        |

## Dameneinzel
Setzliste
| Nr. | Spielerin                    | Erreichte Runde |
| --- | ---------------------------- | --------------- |
| 01. | Angelique Kerber             | 1. Runde        |
| 02. | Karolína Plíšková            | Halbfinale      |
| 03. | Simona Halep                 | Finale          |
| 04. | Garbiñe Muguruza             | Achtelfinale    |
| 05. | Elina Switolina              | Viertelfinale   |
| 06. | Dominika Cibulková           | 2. Runde        |
| 07. | Johanna Konta                | 1. Runde        |
| 08. | Swetlana Kusnezowa           | Achtelfinale    |
| 09. | Agnieszka Radwańska          | 3. Runde        |
| 10. | Venus Williams               | Achtelfinale    |
| 11. | Caroline Wozniacki           | Viertelfinale   |
| 12. | Madison Keys                 | 2. Runde        |
| 13. | Kristina Mladenovic          | Viertelfinale   |
| 14. | Jelena Wesnina               | 3. Runde        |
| 15. | Petra Kvitová                | 2. Runde        |
| 16. | Anastassija Pawljutschenkowa | 2. Runde        |

| Nr. | Spielerin            | Erreichte Runde |
| --- | -------------------- | --------------- |
| 17. | Anastasija Sevastova | 3. Runde        |
| 18. | Kiki Bertens         | 2. Runde        |
| 19. | Coco Vandeweghe      | 1. Runde        |
| 20. | Barbora Strýcová     | 2. Runde        |
| 21. | Carla Suárez Navarro | Achtelfinale    |
| 22. | Mirjana Lučić-Baroni | 1. Runde        |
| 23. | Samantha Stosur      | Achtelfinale    |
| 24. | Daria Gavrilova      | 1. Runde        |
| 25. | Lauren Davis         | 1. Runde        |
| 26. | Darja Kassatkina     | 3. Runde        |
| 27. | Julija Putinzewa     | 3. Runde        |
| 28. | Caroline Garcia      | Viertelfinale   |
| 29. | Ana Konjuh           | 2. Runde        |
| 30. | Timea Bacsinszky     | Halbfinale      |
| 31. | Roberta Vinci        | 1. Runde        |
| 32. | Zhang Shuai          | 3. Runde        |

## Herrendoppel
Setzliste
| Nr. | Paarung                             | Erreichte Runde |
| --- | ----------------------------------- | --------------- |
| 01. | Henri Kontinen John Peers           | 1. Runde        |
| 02. | Pierre-Hugues Herbert Nicolas Mahut | 1. Runde        |
| 03. | Bob Bryan Mike Bryan                | 2. Runde        |
| 04. | Łukasz Kubot Marcelo Melo           | 2. Runde        |
| 05. | Jamie Murray Bruno Soares           | Viertelfinale   |
| 06. | Feliciano López Marc López          | 1. Runde        |
| 07. | Ivan Dodig Marcel Granollers        | Viertelfinale   |
| 08. | Raven Klaasen Rajeev Ram            | 2. Runde        |

| Nr. | Paarung                                    | Erreichte Runde |
| --- | ------------------------------------------ | --------------- |
| 09. | Rohan Bopanna Pablo Cuevas                 | Achtelfinale    |
| 10. | Pablo Carreño Busta Guillermo García López | 1. Runde        |
| 11. | Jean-Julien Rojer Horia Tecău              | Achtelfinale    |
| 12. | Marcin Matkowski Édouard Roger-Vasselin    | 2. Runde        |
| 13. | Florin Mergea Aisam-ul-Haq Qureshi         | 1. Runde        |
| 14. | Fabrice Martin Daniel Nestor               | 1. Runde        |
| 15. | Oliver Marach Mate Pavić                   | 2. Runde        |
| 16. | Juan Sebastián Cabal Robert Farah          | Halbfinale      |

## Damendoppel
Setzliste
| Nr. | Paarung                              | Erreichte Runde |
| --- | ------------------------------------ | --------------- |
| 01. | Bethanie Mattek-Sands Lucie Šafářová | Sieg            |
| 02. | Jekaterina Makarowa Jelena Wesnina   | Viertelfinale   |
| 03. | Chan Yung-jan Martina Hingis         | Halbfinale      |
| 04. | Sania Mirza Jaroslawa Schwedowa      | 1. Runde        |
| 05. | Tímea Babos Andrea Hlaváčková        | 2. Runde        |
| 06. | Lucie Hradecká Kateřina Siniaková    | Halbfinale      |
| 07. | Julia Görges Barbora Strýcová        | Rückzug         |
| 08. | Abigail Spears Katarina Srebotnik    | 2. Runde        |
| 09. | Gabriela Dabrowski Xu Yifan          | Achtelfinale    |

| Nr. | Paarung                                    | Erreichte Runde |
| --- | ------------------------------------------ | --------------- |
| 10. | Raquel Atawo Jeļena Ostapenko              | 1. Runde        |
| 11. | Anna-Lena Grönefeld Květa Peschke          | 1. Runde        |
| 12. | Chan Hao-ching Barbora Krejčíková          | Achtelfinale    |
| 13. | Kiki Bertens Johanna Larsson               | Achtelfinale    |
| 14. | Swetlana Kusnezowa Kristina Mladenovic     | Achtelfinale    |
| 15. | Andreja Klepač María José Martínez Sánchez | Achtelfinale    |
| 16. | Christina McHale Monica Niculescu          | Rückzug         |
| 17. | Darija Jurak Anastasia Rodionova           | 2. Runde        |
| 18. | Eri Hozumi Miyu Katō                       | 2. Runde        |

## Mixed
Setzliste
| Nr. | Paarung                                  | Erreichte Runde |
| --- | ---------------------------------------- | --------------- |
| 01. | Chan Yung-jan John Peers                 | 1. Runde        |
| 02. | Sania Mirza Ivan Dodig                   | Viertelfinale   |
| 03. | Andrea Hlaváčková Édouard Roger-Vasselin | Halbfinale      |
| 04. | Katarina Srebotnik Raven Klaasen         | Achtelfinale    |

| Nr. | Paarung                            | Erreichte Runde |
| --- | ---------------------------------- | --------------- |
| 05. | Jaroslawa Schwedowa Alexander Peya | Achtelfinale    |
| 06. | Chan Hao-ching Jean-Julien Rojer   | Achtelfinale    |
| 07. | Gabriela Dabrowski Rohan Bopanna   | Sieg            |
| 08. | Jeļena Ostapenko Bruno Soares      | 1. Runde        |

## Junioreneinzel
Setzliste
| Nr. | Spieler           | Erreichte Runde |
| --- | ----------------- | --------------- |
| 01. | Miomir Kecmanović | Halbfinale      |
| 02. | Corentin Moutet   | 2. Runde        |
| 03. | Alexei Popyrin    | Sieg            |
| 04. | Zsombor Piros     | Achtelfinale    |
| 05. | Hsu Yu-hsiou      | 1. Runde        |
| 06. | Marko Miladinović | 1. Runde        |
| 07. | Yshai Oliel       | 2. Runde        |
| 08. | Trent Bryde       | 2. Runde        |

| Nr. | Spieler                    | Erreichte Runde |
| --- | -------------------------- | --------------- |
| 09. | Yūta Shimizu               | 2. Runde        |
| 10. | Oliver Crawford            | Achtelfinale    |
| 11. | Nicola Kuhn                | Finale          |
| 12. | Jurij Rodionov             | Achtelfinale    |
| 13. | Sebastián Báez             | 1. Runde        |
| 14. | Rudi Molleker              | 1. Runde        |
| 15. | Juan Pablo Grassi Mazzuchi | 1. Runde        |
| 16. | Duarte Vale                | Achtelfinale    |

## Juniorinneneinzel
Setzliste
| Nr. | Spielerin            | Erreichte Runde |
| --- | -------------------- | --------------- |
| 01. | Anastassija Potapowa | Achtelfinale    |
| 02. | Amanda Anisimova     | Viertelfinale   |
| 03. | Bianca Andreescu     | Viertelfinale   |
| 04. | Marta Kostjuk        | 2. Runde        |
| 05. | Iga Świątek          | Viertelfinale   |
| 06. | Claire Liu           | Finale          |
| 07. | Whitney Osuigwe      | Sieg            |
| 08. | Carson Branstine     | 1. Runde        |

| Nr. | Spielerin                   | Erreichte Runde |
| --- | --------------------------- | --------------- |
| 09. | Olga Danilović              | 1. Runde        |
| 10. | Taylor Johnson              | 1. Runde        |
| 11. | Jelena Rybakina             | Halbfinale      |
| 12. | Olessja Perwuschina         | Achtelfinale    |
| 13. | Emily Appleton              | 2. Runde        |
| 14. | Katarina Sawazka            | 1. Runde        |
| 15. | María Camila Osorio Serrano | Achtelfinale    |
| 16. | Mai Hontama                 | 2. Runde        |

## Juniorendoppel
Setzliste
| Nr. | Paarung                                    | Erreichte Runde |
| --- | ------------------------------------------ | --------------- |
| 01. | Nicola Kuhn Zsombor Piros                  | Sieg            |
| 02. | Constantin Bittoun Kouzmine Hsu Yu-hsiou   | Achtelfinale    |
| 03. | Alejandro Davidovich Fokina Alexei Popyrin | 1. Runde        |
| 04. | Jurij Rodionov Michael Vrbenský            | Halbfinale      |

| Nr. | Paarung                           | Erreichte Runde |
| --- | --------------------------------- | --------------- |
| 05. | Rudi Molleker Emil Ruusuvuori     | Viertelfinale   |
| 06. | Miomir Kecmanović Sebastian Korda | Viertelfinale   |
| 07. | Alafia Ayeni Trent Bryde          | Achtelfinale    |
| 08. | Yshai Oliel Benjamin Sigouin      | 1. Runde        |

## Juniorinnendoppel
Setzliste
| Nr. | Paarung                                  | Erreichte Runde |
| --- | ---------------------------------------- | --------------- |
| 01. | Bianca Andreescu Carson Branstine        | Sieg            |
| 02. | Olessja Perwuschina Anastassija Potapowa | Finale          |
| 03. | Taylor Johnson Claire Liu                | Viertelfinale   |
| 04. | Marta Kostjuk Katarina Sawazka           | 1. Runde        |

| Nr. | Paarung                        | Erreichte Runde |
| --- | ------------------------------ | --------------- |
| 05. | Emily Appleton Jelena Rybakina | Achtelfinale    |
| 06. | Liang En-shuo Wang Xinyu       | Achtelfinale    |
| 07. | Mai Hontama Yūki Naitō         | 1. Runde        |
| 08. | Caty McNally Whitney Osuigwe   | Viertelfinale   |

## Herreneinzel-Rollstuhl
Setzliste
| Nr. | Spieler         | Erreichte Runde |
| --- | --------------- | --------------- |
| 01. | Gordon Reid     | Erste Runde     |
| 02. | Stéphane Houdet | Erste Runde     |

## Dameneinzel-Rollstuhl
Setzliste
| Nr. | Spielerin       | Erreichte Runde |
| --- | --------------- | --------------- |
| 01. | Jiske Griffioen | Erste Runde     |
| 02. | Yui Kamiji      | Finale          |

## Herrendoppel-Rollstuhl
Setzliste
| Nr. | Paarung                        | Erreichte Runde |
| --- | ------------------------------ | --------------- |
| 01. | Stéphane Houdet Nicolas Peifer | Sieg            |
| 02. | Alfie Hewett Gordon Reid       | Finale          |

## Damendoppel-Rollstuhl
Setzliste
| Nr. | Paarung                        | Erreichte Runde |
| --- | ------------------------------ | --------------- |
| 01. | Jiske Griffioen Aniek van Koot | Finale          |
| 02. | M. Buis Yui Kamiji             | Sieg            |